# Eucereon appunctata
Eucereon appunctata là một loài bướm đêm thuộc phân họ Arctiinae, họ Erebidae.